# Raising Hell
| Оценки критиков               | Оценки критиков |
| Источник                      | Оценка          |
| ----------------------------- | --------------- |
| AllMusic                      | [ 1 ]           |
| Chicago Tribune               | [ 2 ]           |
| Encyclopedia of Popular Music | [ 3 ]           |
| Pitchfork                     | 7.7/10          |
| Q                             | [ 5 ]           |
| Rolling Stone                 | [ 6 ]           |
| The Rolling Stone Album Guide | [ 7 ]           |
| Spin Alternative Record Guide | 10/10           |
| Uncut                         | [ 9 ]           |
| The Village Voice             | A−              |

Raising Hell (с англ. — «Восстание ада») — третий студийный альбом американской рэп-группы Run-D.M.C., выпущенный 15 мая 1986 года лейблом Profile Records. Альбом был спродюсирован Расселлом Симмонсом и Риком Рубином.
Raising Hell стал первым «платиновым» и «мультиплатиновым» рэп-альбомом в истории хип-хопа. Альбом сначала был сертифицирован как «платиновый» 15 июля 1986 года, прежде чем был сертифицирован как трижды «платиновый» 24 апреля 1987 года.
В 1987 году альбом Raising Hell был номинирован на премию Грэмми. В том же году за альбом Raising Hell группа Run-D.M.C. была номинирована на премию «Альбом Года» и победила в номинации «Лучший рэп-альбом» на церемонии 1987 Soul Train Music Awards. В 2018 году национальная библиотека США, Библиотека Конгресса, включила альбом в свой Национальный реестр аудиозаписей как «имеющий культурное, историческое или эстетическое значение».
Raising Hell достиг 3 места в чарте Billboard 200 и 1 места в чарте Top R&B/Hip Hop Albums в американском журнале Billboard. Альбом содержит 4 сингла, которые попали в чарты журнала Billboard и в хит-парад UK Singles Chart в Великобритании: «My Adidas», «Walk This Way», «You Be Illin’» и «It’s Tricky». Самый знаменитый сингл группы, «Walk This Way», записанный совместно с рок-группой Aerosmith, является первой совместной песней в жанре рэп-рок, и считается песней, благодаря которой хип-хоп стал мейнстримом.
Альбом был переиздан на лейбле Arista Records в 1999 и 2003 году, расширенное ремастеринговое издание вышло в 2005 году и содержало 5 ранее неизданных песен.

## Об альбоме
Только одна хип-хоп-группа была на вершине мира в конце 1985 года, это безусловно Run-D.M.C., которая представляла собой несокрушимую силу с момента выпуска их дебютного сингла «Sucker M.C.’s» в 1983 году. Но даже с золотыми альбомами за их плечами (Run-D.M.C. в 1984 году и King of Rock в 1985 году), группе всё ещё было, к чему стремиться.
Вернувшись домой в Куинс в конце 1985 года после обширных гастролей, группа засела в студии Chung King в Манхэттене на 3 месяца. Вместо Ларри Смита, который работал с трио на их первых двух альбомах, был выбран нахальный молодой индивидуалист Рик Рубин. Дэррил Макдэниелс, также известный как D.M.C., говорит, что не было никакой вражды: «Нам больше не нужно было то, что он делал для нас. Мы просто все хотели сделать что-то другое. Мы хотели взять рок как основу».
Несмотря на то, что имена Рубина и Расселла были отмечены на альбоме в качестве продюсеров, эти двое контролировали музыку и больше добавляли в музыку что-то своё на Raising Hell нежели, чем участвовали в её создании. «На альбоме Рик принимал активное участие, нет никаких сомнений, но мы отвечали за всё. Рик мог дать нам идеи, и мы просто соглашались с ним. Расселл сидел сложа руки и просто руководил всеми», вспоминает DMC. «Мы сделали этот альбом за 3 месяца. Это было так быстро, потому что каждая рифма была написана в туре и была отрепетирована и отполирована. Мы знали, что мы хотели сделать. Рик отвечал за всю музыку и инструменты. Джей отвечал за музыку и диджеинг. А я и Ран отвечали за лирику. У нас безусловно был план игры.».

## Публикации в изданиях
| Издание              | Страна         | Похвала                                                                             | Год  | Позиция |
| -------------------- | -------------- | ----------------------------------------------------------------------------------- | ---- | ------- |
| The Guardian         | Великобритания | 100 альбомов, которые не отображаются во всех других топ-100 списках альбомов       | 1999 | 45      |
| Record Collector     | Великобритания | Хип-хоп: американское городское гетто наконец обретает голос                        | 2005 | -       |
| The New Nation       | Великобритания | 100 лучших альбомов чёрных артистов                                                 | 2005 | 96      |
| The Guardian         | Великобритания | 1000 альбомов, которые нужно услышать перед смертью                                 | 2007 | -       |
| Q                    | Великобритания | Конечная музыкальная коллекция                                                      | 2016 | -       |
| Q                    | Великобритания | Величайшие альбомы последних 30 лет                                                 | 2016 | -       |
| Rickey Vincent       | США            | Альбомы с пятью звёздами из книги FUNK: The MUSIC, the PEOPLE, and the RHY          | 1996 | -       |
| Rolling Stone        | США            | Основные 200 рок-записей                                                            | 1997 | -       |
| The Source           | США            | 100 лучших рэп-альбомов                                                             | 1998 | -       |
| Ego Trip             | США            | 25 величайших хип-хоп-альбомов 1979-85 года                                         | 1999 | 8       |
| Gear                 | США            | 100 величайших альбомов века                                                        | 1999 | 80      |
| Blender              | США            | 100 величайших американских альбомов всех времён                                    | 2002 | 46      |
| Pitchfork            | США            | 100 лучших альбомов 1980-х годов                                                    | 2002 | 43      |
| Rolling Stone        | США            | 500 величайших альбомов всех времён                                                 | 2003 | 123     |
| Spin                 | США            | 100 лучших (+5) альбомов за последние 20 лет                                        | 2005 | 40      |
| Time                 | США            | 100 лучших альбомов всех времён                                                     | 2006 | -       |
| Treble               | США            | Лучшие альбомы 80-х годов по годам                                                  | 2006 | 9       |
| Entertainment Weekly | США            | 100 лучших альбомов с 1983 по 2008 годы                                             | 2008 | 38      |
| Tom Moon             | США            | 1000 записей, которые вы должны услышать, прежде чем вы умрёте                      | 2008 | -       |
| Chris Smith          | США            | 101 альбом, который изменил популярную музыку                                       | 2009 | -       |
| Spin                 | США            | 125 лучших альбомов прошлых 25 лет                                                  | 2010 | 38      |
| Robert Dimery        | США            | 1001 альбом, который вы должны услышать, прежде чем умереть (обновлено в 2013 году) | 2012 | -       |
| bLisTerd             | США            | 100 лучших альбомов 1980-х годов                                                    | 2012 | 14      |
| Paste                | США            | 80 лучших альбомов 1980-х                                                           | 2012 | -       |
| Slant                | США            | 100 лучших альбомов 1980-х годов                                                    | 2012 | 65      |
| XXL                  | США            | 40 лет хип-хопа: 5 лучших альбомов по годам                                         | 2014 | -       |
| Spin                 | США            | 300 лучших альбомов прошлых 30 лет (1985—2014)                                      | 2015 | 166     |
| The Village Voice    | США            | Pazz & Jop: 10 лучших альбомов по годам, 1971—2017                                  | 2018 | 5       |
| Pause & Play         | США            | Альбомы, введённые в капсулу времени, один альбом в неделю                          |      | 204     |

## Список композиций
Информация о семплах была взята с сайта WhoSampled.
| #  | Название                      | Описание | Длительность |
| -- | ----------------------------- | --- | ------------ |
| 1  | «Peter Piper»                 | - Семпл: Bob James «Take Me To The Mardi Gras» (1975) - Это была наша любимая запись на альбоме, потому что на ней был и рэп и диджеинг. Мы рифмовали поверх песни Bob James «Take Me To The Mardi Gras» ещё до того, как сделали эту запись на студии. Мы всегда лишь исполняли фристайл на этот бит, но для альбома мы написали текст для этой песни, в то время как мы были в туре. | 3:25         |
| 2  | «It’s Tricky»                 | - Семпл: The Knack «My Sharona» (1979) - Семпл: Toni Basil «Mickey» (1981) - Это была обычная песня, какие обычно делали The Cold Crush Brothers, обычно они брали мелодию из другой песни и помещали на неё их имена и слова. Только эта песня была сделана на основе хита Toni Basil «Mickey». Так что я просто изменил припев песни, и в песне мы говорили о том, каким этот рэп-бизнес может быть коварным для брата. Это была наша идея, но Рик Рубин сделал много музыкальных фишек на этом треке. Он и Джей. С этим видео, мы не знали, кто были эти Пенн и Теллер (волшебники, которые были на видео). У меня есть строка о моём отце в этой песне. Когда мы были в туре, мои родители стали знаменитостями в нашем районе. Они не могли пойти на рынок, не получив признания. Они наслаждались этим: они были известны тоже. | 3:03         |
| 3  | «My Adidas»                   | - Семпл: John Davis and the Monster Orchestra «I Can’t Stop» (1976) - Семпл: Run-D.M.C. «Rock Box» (1984) - Это был первый сингл с альбома. Мы спонсировались компанией Adidas, и это была определённо крупная сделка. Но больше для других людей, чем для нас. Мы были просто полны решимости и задницу рвали за них. Мы начали носить Adidas, а затем все начали носить Adidas, но мы не хотели, чтобы люди одевались, как мы. Мы просто хотели, чтобы людям нравилась наша музыка и рифмы. Мы получили спонсорский контракт в 1985 году, в ту ночь все, кто был в Мэдисон Сквер Гарден, все были одеты в Адидас. Кто-то в компании Adidas услышал о нас и послал представителя компании на одно из наших шоу, чтобы шпионить за нами. И он увидел, насколько масштабно это было. | 2:47         |
| 4  | «Walk This Way» (с Aerosmith) | - Гитара: Joe Perry - Вокал: Steve Tyler - Кавер-версия песни: Aerosmith «Walk This Way» (1975) - Однажды я и Джей были в студии, и мы семплировали Aerosmith и Рик сказал: «Эй, вы знаете, кто это?», и мы ответили ему: «Нет, но нам нравится этот бит». Мы иногда читали рэп под этот бит в районе. Мы ничего не знали про эту группу, даже названия. Так Рик дал нам справку про всю историю группы. У нас были свои рифмы поверх этого бита, но Рик сказал, «Нет, используйте их текст». Мы были в ярости, но Джей был провидцем, он предвидел успех, он знал, что «Walk This Way» должна была стать хитом. Если вы слушали их версию и нашу версию, то там много различий в тексте, потому что мы не смогли понять, что они говорят. Мы просто пропустили некоторые их строчки, вот на что это походило. Эта запись была возрождением для Aerosmith и рождением, потому что в результате этого у вас сегодня есть такие исполнители, как Kid Rock, Limp Bizkit, Korn и все остальные рок-группы. После того, как мы сделали видео «Walk This Way», мы думали, что «всё кончено, мы больше не будем делать никаких видеоклипов». Этот один видеоклип дал нам понять, что мы были больше, чем просто рэперы, мы были рок-звёздами. | 5:11         |
| 5  | «Is It Live»                  | - Драм программирование: Sam Sever - Семпл: LL Cool J «El Shabazz» (1985) - Семпл: James Brown «The Chase» (1977) - Песня получилась в стиле «гоу-гоу» из-за Davy DMX. Он принимал участие в продюсировании этой песни. У него было много битов, и много записей таких, как Afrika Bambaataa. Он не отмечен на альбоме Raising Hell как продюсер, но он был там. Он сделал гораздо больше на альбоме Run-D.M.C. Tougher Than Leather (1988). Мы любили стиль «гоу-гоу», и мы давали концерты в округе Колумбия постоянно. Люди попадают в «гоу-гоу» транс, и чувствуют себя там как вуду. | 3:06         |
| 6  | «Perfection»                  | - Семпл: Run-D.M.C. «Here We Go (Live at the Funhouse)» (1985) - Эта была наша драм-запись. Этот парень Styxx играл на барабанах, он был сыном соседа Рана. Ему было, возможно, 13 лет в то время, и он отлично играл на барабанах. Мы хотели сделать песню наподобие Doug E. Fresh and Slick Rick «La Di Da Di», но мы не хотели сдирать чужой стиль. Так что вместо того, чтобы запустить битбокс, как у Doug E. Fresh, мы использовали барабанщика. Многие люди до сих пор любят эту запись. | 2:52         |
| 7  | «Hit It Run»                  | - Это Ран на битбоксе, и мы делали так на сцене каждую ночь. Мы начали делать эту песню вживую в 1985 году, точно так же, как она вышла на альбоме. Это, наверное, мой любимый трек на альбоме, потому что я круто зачитал на этом треке! И мне нравится, как Ран сделал битбокс. Эта запись имеет много энергии, это как наш боевой гимн, он как наше уличное выступление в парке | 3:10         |
| 8  | «Raising Hell»                | - Басс: Daniel Shulman - Гитара: Rick Rubin - Семпл: Cerrone «Rocket in the Pocket (Live)» (1978) - Эта песня, безусловно, имеет влияние Beastie Boys. Потому что Рик был продюсером альбома Beastie Boys Licensed to Ill, а также потому, что парни из Beastie Boys кое-что позаимствовали у нас, и мы решили взять что-нибудь у них. Мы поняли, что панк-рок такой же, как хип-хоп, как например Afrika Bambaataa. Вы можете быть забавными, и по-прежнему быть крутыми. Рик играл на гитаре там, и он определённо получал удовольствие от игры, особенно к концу. | 5:35         |
| 9  | «You Be Illin’»               | - Семпл: Kurtis Blow «AJ Scratch» (1984) - Семпл: Run-D.M.C. «You Talk Too Much» (1985) - Ран размышлял над этой песней — он хотел сделать запись наподобие как у Prince, такой тип фанка и R&B. Но мы должны были добавить немного юмора в песню, чтобы люди не сказали, «Какого чёрта они делают, они пытаются быть Принсом?». Мы встречали Принса много раз, но мы никогда не выступали с ним. | 3:26         |
| 10 | «Dumb Girl»                   | - Это было то, что люди на юге делают, с глубокими басами (подражание глубокому басовому удару). Тогда было много глупых девушек вокру нас, таким образом мы посвятили нашу оду глупым девушкам. Мы хотели быть юмористическими и не слишком нравоучительными. | 3:31         |
| 11 | «Son Of Byford»               | - Это был просто битбокс, который мы часто делали на сцене. Песня начиналась как фристайл, и мы исполняли её всё время, и мы все хотели поместить её на альбом. Это имя моего отца, Byford. Песня всегда была короткой (также, как и на альбоме). Люди сходят с ума, когда мы исполняем эту песню. | 0:27         |
| 12 | «Proud To Be Black»           | - Семпл: Juice «Catch a Groove» (1976) - Эта песня была написана под влиянием Public Enemy, потому что мы тогда часто проводили время вместе. У них не было ещё тогда записей, но мы ходили на их радиостанцию WBAU в Лонг-Айленде. Чак был похож на отца — он учил нас уму разуму. Поэтому мы сказали: «Давайте сделаем запись, которую мог бы сделать Чак». Мы все пошли в колледж, и эта песня на самом деле была больше об образовании нежели, чем о чёрных людях. Мы хотели обучить детей. 1986 год — был идеальным годом для такой песни, как эта. Потому что тогда во дворах ты был либо баскетболистом, либо торговцем наркотиками. Мир гораздо больше, чем посещение вечеринок и получения там удовольствия. | 3:14         |

### Дополнительные песни
Информация о бонусных треках была взята из буклета расширенного издания 2005 года.
| #  | Название                                                | Описание | Длительность |
| -- | ------------------------------------------------------- | --- | ------------ |
| 13 | «My Adidas (A Cappella)»                                | - Песня была записана 19 февраля 1986 года. - Ранее не издавалась. - Эта а капелла является ярким примером совершенного ритма между Run’ом и DMC. Их чувство игры настолько невероятно, что музыка даже не нужна. | 2:31         |
| 14 | «Walk This Way (feat. Steven Tyler & Joe Perry) (Demo)» | - Песня была записана 9 марта 1986 года. - Ранее не издавалась. - Run-D.M.C. были в студии, создавая «Walk This Way» только с барабанами в начале. Рик Рубин предложил, чтобы они связались с Aerosmith, чтобы перезаписать песню. Самое смешное, что они подумали, что название группы было — Toys In The Attic («Игрушки на чердаке»), которое на самом деле было названием альбома, на котором находилась песня «Walk This Way».  | 5:25         |
| 15 | «Lord Of Lyrics (Demo)»                                 | - Песня была записана 16 января 1986 года. - Это раннее демо песни «Raising Hell» - Ранее не издавалась. | 4:30         |
| 16 | «Raising Hell Radio Tour Spot»                          | - Голос говорящего молодого человека — никто иной, как Андре Харрелл. Он был известен как доктор Джекилл из рэп-дуэта Доктор Джекилл и мистер Хайд. В конце концов он стал президентом Motown, а также дал Шону «Паффи» Комбсу первый большой прорыв в музыкальном бизнесе, когда он возглавлял Uptown Records. - Ранее не издавалась.                                                                                               | 0:52         |
| 17 | «Live At The Apollo Raw Vocal Commercial»               | - Трек был записан 8 апреля 1986 года. - Помимо голосов Run-D.M.C. на этом коммерческом треке, вы слышите голос молодого Андре Харрелла. Они упоминают легендарный магазин Vinylmania Чарли Грэппона, который был главным магазином в танцевальной сцене Нью-Йорка. Они также говорят о The World, клубе в центре города, который был старым украинским бальным залом, где тусовались все художники граффити. - Ранее не издавалась. | 3:28         |

## Участники записи
- Дэррил Макдэниелс — исполнитель, вокал
- Джейсон Майзелл — исполнитель, вокал, сопродюсер, перкуссия, клавишные
- Джозеф Симмонс — исполнитель, вокал, сопродюсер
- Расселл Симмонс — продюсер
- Рик Рубин — продюсер, гитара («Raising Hell»)
- Дэви ДиэМэКс — сопродюсер («Is It Live»)
- Энди Уоллес — инженер звукозаписи
- Джей Бернетт — инженер звукозаписи
- Питер Миллиус — инженер звукозаписи
- Стив Етт — инженер звукозаписи
- Стивен Тайлер — вокал («Walk This Way»)
- Джо Перри — гитара («Walk This Way»)
- Сэм Север — драм программирование («Is It Live»)
- Дэниел Шульман — басс («Raising Hell»)
- Хауи Вайнберг — мастеринг
- Джанет Перр — арт-дирекция, дизайн обложки
- Кэролайн Грейшок — фотографии на диске
- Глен Э. Фридман — фотографии на диске (буклет — переиздание 2005 года)
- Чак Пулин — фотографии на диске (буклет — переиздание 2005 года)
- Рики Пауэлл — фотографии на диске (буклет — переиздание 2005 года)

## Чарты

### Еженедельные чарты
| Чарт (1986)                            | Высшая позиция |
| -------------------------------------- | -------------- |
| США (Billboard 200)                    | 3              |
| США (Billboard Top R&B/Hip-Hop Albums) | 1              |
| New Zealand RIANZ Album Chart          | 8              |

### Синглы
| Год  | Сингл           | Позиции в чартах | Позиции в чартах | Позиции в чартах | Позиции в чартах | Позиции в чартах | Позиции в чартах | Позиции в чартах | Позиции в чартах | Позиции в чартах |
| Год  | Сингл           | US               | US R&B           | US Rap           | US Dance         | US Dance Sales   | AUS              | CAN              | NZ               | UK               |
| ---- | --------------- | ---------------- | ---------------- | ---------------- | ---------------- | ---------------- | ---------------- | ---------------- | ---------------- | ---------------- |
| 1986 | «My Adidas»     | -                | 5                | 331              | -                | 10               | -                | -                | -                | 62               |
| 1986 | «Walk This Way» | 4                | 8                | -                | 6                | 13               | 9                | 6                | 1                | 8                |
| 1986 | «You Be Illin’» | 29               | 122              | -                | 44               | -                | -                | -                | -                | 42               |
| 1987 | «It’s Tricky»   | 57               | 21               | -                | 30               | 47               | -                | -                | -                | 16               |

## Сертификации
| Регион                                                      | Сертификация  | Продажи    |
| ----------------------------------------------------------- | ------------- | ---------- |
| Канада (Music Canada)                                       | Платиновый    | 100 000^   |
| Новая Зеландия (RMNZ)                                       | Золотой       | 7500^      |
| Великобритания (BPI)                                        | Серебряный    | 60 000^    |
| США (RIAA)                                                  | 3× Платиновый | 3 000 000^ |
| ^ Данные о тиражах приведены только на основе сертификации. |               |            |